# Lijst van onroerend erfgoed in Zeebrugge
Dit is een overzicht van het onroerend erfgoed in Zeebrugge, deelgemeente van Brugge. Het onroerend erfgoed maakt onderdeel uit van het cultureel erfgoed in België.

## Bouwkundig erfgoed
| Object                                                                                    | Erfgoedstatus? | Bouwjaar of architect             | Deelgemeente | Adres | Coördinaten                   | Nummer? | Afbeelding                                                                                |
| ----------------------------------------------------------------------------------------- | -------------- | --------------------------------- | ------------ | --- | ----------------------------- | ------- | ----------------------------------------------------------------------------------------- |
| Gedenkteken 23 april 1918 en linde als vredesboom                                         |                |                                   | Zeebrugge    | Admiraal Keyesplein | 51° 19' 57" NB, 3° 12' 40" OL | 79854   | Gedenkteken 23 april 1918 en linde als vredesboom                                         |
| Tuinwijk Zeemanshaard                                                                     |                |                                   | Zeebrugge    | Admiraal Keyesplein 1-36, 37, 14A, Blokschepenstraat 1, Eiensluisstraat 1-46, 48-68, Heiststraat 140-170, Reingaardsvliet 6-16, Vindictivestraat 2, Westhinderstraat 2-24, 25-43 | 51° 19' 56" NB, 3° 12' 40" OL | 79855   | Tuinwijk Zeemanshaard                                                                     |
| Verbindingsdok tussen de Pierre Vandammesluis en het Boudewijnkanaal                      |                |                                   | Zeebrugge    | Alfred Ronsestraat |                               | 79856   | Verbindingsdok tussen de Pierre Vandammesluis en het Boudewijnkanaal                      |
| Zuidelijk Insteekdok                                                                      |                |                                   | Zeebrugge    | Alfred Ronsestraat | 51° 18' 31" NB, 3° 13' 42" OL | 79857   | Upload foto                                                                               |
| Sculptuur ter ere van Baron Auguste de Maere d'Aertrycke                                  |                | Renaat Ramon                      | Zeebrugge    | Baron de Maerelaan | 51° 19' 47" NB, 3° 11' 1" OL  | 79858   | Sculptuur ter ere van Baron Auguste de Maere d'Aertrycke                                  |
| Palace Hotel                                                                              | Monument       | Jozef Viérin                      | Zeebrugge    | Baron de Maerelaan 2 | 51° 19' 47" NB, 3° 10' 57" OL | 79859   | Palace Hotel                                                                              |
| Burgerhuis                                                                                |                |                                   | Zeebrugge    | Baron de Maerelaan 18 | 51° 19' 44" NB, 3° 11' 0" OL  | 79860   | Burgerhuis                                                                                |
| Burgerhuis van 1926                                                                       |                |                                   | Zeebrugge    | Baron de Maerelaan 28 | 51° 19' 43" NB, 3° 11' 1" OL  | 79861   | Burgerhuis van 1926                                                                       |
| Burgerhuis van 1927                                                                       |                |                                   | Zeebrugge    | Baron de Maerelaan 36 | 51° 19' 42" NB, 3° 11' 2" OL  | 79862   | Burgerhuis van 1927                                                                       |
| Burgerhuis van 1933                                                                       |                |                                   | Zeebrugge    | Baron de Maerelaan 38 | 51° 19' 42" NB, 3° 11' 2" OL  | 79863   | Burgerhuis van 1933                                                                       |
| Hotel Flandria                                                                            |                |                                   | Zeebrugge    | Baron de Maerelaan 50 | 51° 19' 40" NB, 3° 11' 4" OL  | 79864   | Hotel Flandria                                                                            |
| Burgerhuis van 1925                                                                       |                |                                   | Zeebrugge    | Baron de Maerelaan 54 | 51° 19' 40" NB, 3° 11' 4" OL  | 79865   | Burgerhuis van 1925                                                                       |
| Hotel Fryat naar ontwerp van Robert Neirynck                                              |                |                                   | Zeebrugge    | Baron de Maerelaan 58 | 51° 19' 39" NB, 3° 11' 5" OL  | 79866   | Hotel Fryat naar ontwerp van Robert Neirynck                                              |
| Hoeve                                                                                     |                |                                   | Zeebrugge    | Baron de Maerelaan 203 | 51° 18' 29" NB, 3° 11' 22" OL | 79867   | Hoeve                                                                                     |
| Schuur                                                                                    |                |                                   | Zeebrugge    | Baron de Maerelaan 211 | 51° 18' 22" NB, 3° 11' 24" OL | 79868   | Schuur                                                                                    |
| Kantoorgebouw van Stora Enso                                                              |                |                                   | Zeebrugge    | Caxtonweg | 51° 20' 59" NB, 3° 10' 26" OL | 79869   | Kantoorgebouw van Stora Enso                                                              |
| Dorpswoning                                                                               |                |                                   | Zeebrugge    | Evendijk-Oost 250 | 51° 19' 51" NB, 3° 12' 51" OL | 79870   | Dorpswoning                                                                               |
| Burgerhuis                                                                                |                |                                   | Zeebrugge    | Evendijk-West 20 | 51° 19' 21" NB, 3° 11' 2" OL  | 79871   | Burgerhuis                                                                                |
| Burgerhuis                                                                                |                |                                   | Zeebrugge    | Evendijk-West 22 | 51° 19' 21" NB, 3° 11' 2" OL  | 79872   | Burgerhuis                                                                                |
| Samenstel van dorpswoningen                                                               |                |                                   | Zeebrugge    | Evendijk-West 24-28 | 51° 19' 21" NB, 3° 11' 1" OL  | 79873   | Samenstel van dorpswoningen                                                               |
| Winkels                                                                                   |                |                                   | Zeebrugge    | Evendijk-West 54-56 | 51° 19' 19" NB, 3° 10' 54" OL | 79874   | Winkels                                                                                   |
| Eenheidsbebouwing van dorpswoningen                                                       |                |                                   | Zeebrugge    | Genuastraat 5-13 | 51° 19' 37" NB, 3° 11' 46" OL | 79875   | Eenheidsbebouwing van dorpswoningen                                                       |
| Burgerhuis                                                                                |                |                                   | Zeebrugge    | Genuastraat 12 | 51° 19' 39" NB, 3° 11' 47" OL | 79876   | Burgerhuis                                                                                |
| Burgerhuizen ontworpen door Camille Pécasse                                               |                |                                   | Zeebrugge    | Genuastraat 15-17 | 51° 19' 37" NB, 3° 11' 45" OL | 79877   | Burgerhuizen ontworpen door Camille Pécasse                                               |
| Burgerhuis ontworpen door Camille Pécasse                                                 |                |                                   | Zeebrugge    | Genuastraat 19 | 51° 19' 37" NB, 3° 11' 45" OL | 79878   | Burgerhuis ontworpen door Camille Pécasse                                                 |
| Burgerhuis Zeerust                                                                        |                |                                   | Zeebrugge    | Genuastraat 21 | 51° 19' 37" NB, 3° 11' 44" OL | 79879   | Burgerhuis Zeerust                                                                        |
| Groep tweegezinswoningen                                                                  |                |                                   | Zeebrugge    | Genuastraat 34-40, Rouaanstraat 21-27 | 51° 19' 38" NB, 3° 11' 37" OL | 79880   | Groep tweegezinswoningen                                                                  |
| Visserskruis                                                                              |                |                                   | Zeebrugge    | Graaf Jansdijk | 51° 20' 0" NB, 3° 11' 53" OL  | 79881   | Visserskruis                                                                              |
| Marinebasis van de Belgische Zeemacht                                                     |                |                                   | Zeebrugge    | Graaf Jansdijk 1 | 51° 20' 12" NB, 3° 12' 12" OL | 79882   | Upload foto                                                                               |
| Burgerhuis van 1932                                                                       |                |                                   | Zeebrugge    | Heiststraat 52 | 51° 19' 48" NB, 3° 12' 25" OL | 79883   | Burgerhuis van 1932                                                                       |
| Burgerhuis gedateerd 1931                                                                 |                |                                   | Zeebrugge    | Heiststraat 56 | 51° 19' 49" NB, 3° 12' 25" OL | 79884   | Burgerhuis gedateerd 1931                                                                 |
| Burgerhuis van 1938                                                                       |                |                                   | Zeebrugge    | Heiststraat 57 | 51° 19' 49" NB, 3° 12' 22" OL | 79885   | Burgerhuis van 1938                                                                       |
| Burgerhuis                                                                                |                |                                   | Zeebrugge    | Heiststraat 60 | 51° 19' 49" NB, 3° 12' 26" OL | 79886   | Burgerhuis                                                                                |
| Burgerhuis van 1936                                                                       |                |                                   | Zeebrugge    | Heiststraat 68 | 51° 19' 50" NB, 3° 12' 27" OL | 79887   | Burgerhuis van 1936                                                                       |
| Burgerhuis                                                                                |                |                                   | Zeebrugge    | Heiststraat 73 | 51° 19' 51" NB, 3° 12' 25" OL | 79888   | Burgerhuis                                                                                |
| Burgerhuis                                                                                |                |                                   | Zeebrugge    | Heiststraat 100 | 51° 19' 53" NB, 3° 12' 31" OL | 79889   | Burgerhuis                                                                                |
| Winkel                                                                                    |                |                                   | Zeebrugge    | Heiststraat 108, Ploegstraat 2 | 51° 19' 53" NB, 3° 12' 32" OL | 79890   | Winkel                                                                                    |
| Burgerhuis van 1922                                                                       |                |                                   | Zeebrugge    | Heiststraat 134 | 51° 19' 56" NB, 3° 12' 37" OL | 79891   | Burgerhuis van 1922                                                                       |
| Burgerhuis van 1906                                                                       |                |                                   | Zeebrugge    | Heiststraat 136 | 51° 19' 57" NB, 3° 12' 37" OL | 79892   | Burgerhuis van 1906                                                                       |
| Burgerhuis                                                                                |                |                                   | Zeebrugge    | Heiststraat 140-142 | 51° 19' 57" NB, 3° 12' 37" OL | 79893   | Upload foto                                                                               |
| Eenheidsbebouwing van arbeiderswoningen                                                   |                |                                   | Zeebrugge    | Eiensluisstraat 1, Heiststraat 144-170, Vindictivestraat 2 | 51° 19' 58" NB, 3° 12' 39" OL | 79894   | Upload foto                                                                               |
| Gedenksteen als hulde aan Pierre Vandamme                                                 |                | Stefaan Depuydt, Livia Canestraro | Zeebrugge    | Isabellalaan 1 | 51° 20' 3" NB, 3° 13' 8" OL   | 79895   | Gedenksteen als hulde aan Pierre Vandamme                                                 |
| Monument Rostra 1985                                                                      |                |                                   | Zeebrugge    | Isabellalaan | 51° 19' 50" NB, 3° 13' 3" OL  | 79896   | Monument Rostra 1985                                                                      |
| Sculptuur Evoluzione Silenziose                                                           |                | Mario Molinari                    | Zeebrugge    | Isabellalaan | 51° 19' 39" NB, 3° 12' 1" OL  | 79897   | Sculptuur Evoluzione Silenziose                                                           |
| Sea Art Project                                                                           |                | Ignace Van Isacker                | Zeebrugge    | Isabellalaan 1 | 51° 20' 3" NB, 3° 13' 8" OL   | 79898   | Sea Art Project                                                                           |
| Sluiswachterswoningen                                                                     |                |                                   | Zeebrugge    | Kapitein Fryattstraat 1-3 | 51° 19' 42" NB, 3° 11' 50" OL | 79899   | Sluiswachterswoningen                                                                     |
| Burgerhuis van 1929                                                                       |                |                                   | Zeebrugge    | Kapitein Fryattstraat 4 | 51° 19' 41" NB, 3° 11' 47" OL | 79900   | Burgerhuis van 1929                                                                       |
| Shiphotel van 1933                                                                        |                |                                   | Zeebrugge    | Kapitein Fryattstraat 6 | 51° 19' 40" NB, 3° 11' 47" OL | 79901   | Shiphotel van 1933                                                                        |
| Burgerhuis van 1923                                                                       |                |                                   | Zeebrugge    | Kapitein Fryattstraat 8 | 51° 19' 41" NB, 3° 11' 48" OL | 79902   | Burgerhuis van 1923                                                                       |
| Café                                                                                      |                |                                   | Zeebrugge    | Venetiëstraat 2 | 51° 19' 37" NB, 3° 11' 49" OL | 79903   | Café                                                                                      |
| Pierre Vandammesluis                                                                      |                |                                   | Zeebrugge    | Kustlaan | 51° 20' 2" NB, 3° 13' 2" OL   | 79904   | Pierre Vandammesluis                                                                      |
| Hoekhuis met café Abri                                                                    |                |                                   | Zeebrugge    | Kustlaan 104 | 51° 19' 54" NB, 3° 12' 20" OL | 79905   | Hoekhuis met café Abri                                                                    |
| Stadswoning                                                                               |                |                                   | Zeebrugge    | Kustlaan 115 | 51° 19' 43" NB, 3° 12' 2" OL  | 79906   | Stadswoning                                                                               |
| Elektriciteitscabine                                                                      |                |                                   | Zeebrugge    | Kustlaan | 51° 19' 45" NB, 3° 12' 4" OL  | 79907   | Elektriciteitscabine                                                                      |
| Monument ter herinnering aan de bevrijding van Zeebrugge na de Tweede Wereldoorlog        |                |                                   | Zeebrugge    | Kustlaan | 51° 19' 44" NB, 3° 11' 55" OL | 79908   | Monument ter herinnering aan de bevrijding van Zeebrugge na de Tweede Wereldoorlog        |
| Visartsluis                                                                               |                |                                   | Zeebrugge    | Kustlaan | 51° 19' 40" NB, 3° 11' 54" OL | 79909   | Visartsluis                                                                               |
| Watertoren van het type C2                                                                |                |                                   | Zeebrugge    | Kustlaan 182 | 51° 19' 44" NB, 3° 11' 45" OL | 79910   | Watertoren van het type C2                                                                |
| Burgerhuis van 1921                                                                       |                |                                   | Zeebrugge    | Kustlaan 137 | 51° 19' 41" NB, 3° 11' 46" OL | 79911   | Burgerhuis van 1921                                                                       |
| Villa Nenette                                                                             |                |                                   | Zeebrugge    | Kustlaan 141 | 51° 19' 41" NB, 3° 11' 45" OL | 79912   | Villa Nenette                                                                             |
| Villa Marie Hortense                                                                      |                |                                   | Zeebrugge    | Kustlaan 143 | 51° 19' 41" NB, 3° 11' 45" OL | 79913   | Villa Marie Hortense                                                                      |
| Burgerhuis van 1937                                                                       |                |                                   | Zeebrugge    | Kustlaan 155 | 51° 19' 41" NB, 3° 11' 43" OL | 79914   | Burgerhuis van 1937                                                                       |
| Oud-Ferrydok                                                                              |                |                                   | Zeebrugge    | Lanceloot Blondeellaan | 51° 19' 6" NB, 3° 11' 47" OL  | 79915   | Oud-Ferrydok                                                                              |
| Prins Filipsdok                                                                           |                |                                   | Zeebrugge    | Lanceloot Blondeellaan | 51° 19' 19" NB, 3° 11' 42" OL | 79916   | Prins Filipsdok                                                                           |
| Hof van Zwankendamme                                                                      |                |                                   | Zeebrugge    | Lisseweegse Steenweg 30 | 51° 18' 40" NB, 3° 11' 55" OL | 79917   | Hof van Zwankendamme                                                                      |
| Glasfabriek                                                                               |                |                                   | Zeebrugge    | Lisseweegse Steenweg 52 | 51° 18' 38" NB, 3° 11' 51" OL | 79918   | Upload foto                                                                               |
| Wijkafdeling van basisschool De Lisblomme                                                 |                |                                   | Zeebrugge    | Lisseweegse Steenweg 73 | 51° 18' 33" NB, 3° 11' 53" OL | 79919   | Wijkafdeling van basisschool De Lisblomme                                                 |
| Kerk van Sint-Leo de Grote                                                                |                |                                   | Zeebrugge    | Lisseweegse Steenweg 75 | 51° 18' 35" NB, 3° 11' 51" OL | 79920   | Kerk van Sint-Leo de Grote                                                                |
| Dorpswoningen                                                                             |                |                                   | Zeebrugge    | Lisseweegse Steenweg 76-78 | 51° 18' 38" NB, 3° 11' 49" OL | 79921   | Dorpswoningen                                                                             |
| Dorpswoning                                                                               |                |                                   | Zeebrugge    | Lisseweegse Steenweg 74 | 51° 18' 37" NB, 3° 11' 49" OL | 79922   | Dorpswoning                                                                               |
| Dorpswoningen in spiegelbeeld                                                             |                |                                   | Zeebrugge    | Lisseweegse Steenweg 96-98 | 51° 18' 36" NB, 3° 11' 48" OL | 79923   | Dorpswoningen in spiegelbeeld                                                             |
| Dorpswoningen in spiegelbeeld                                                             |                |                                   | Zeebrugge    | Lisseweegse Steenweg 112-114 | 51° 18' 35" NB, 3° 11' 44" OL | 79924   | Dorpswoningen in spiegelbeeld                                                             |
| Dorpswoningen met doorrit                                                                 |                |                                   | Zeebrugge    | Lisseweegse Steenweg 120-122 | 51° 18' 34" NB, 3° 11' 43" OL | 79925   | Dorpswoningen met doorrit                                                                 |
| Groep dorpswoningen                                                                       |                |                                   | Zeebrugge    | Lisseweegse Steenweg 124-138, 146 | 51° 18' 34" NB, 3° 11' 41" OL | 79926   | Groep dorpswoningen                                                                       |
| Burgerhuizen in spiegelbeeld                                                              |                |                                   | Zeebrugge    | Lisseweegse Steenweg 198-200 | 51° 18' 27" NB, 3° 11' 45" OL | 79927   | Burgerhuizen in spiegelbeeld                                                              |
| Eenheidsbebouwing van dorpswoningen                                                       |                |                                   | Zeebrugge    | Lisseweegse Steenweg 214-224 | 51° 18' 25" NB, 3° 11' 47" OL | 79928   | Eenheidsbebouwing van dorpswoningen                                                       |
| Eenheidsbebouwing van dorpswoningen                                                       |                |                                   | Zeebrugge    | Lisseweegse Steenweg 226-244 | 51° 18' 23" NB, 3° 11' 49" OL | 79929   | Eenheidsbebouwing van dorpswoningen                                                       |
| Samenstel van dorpswoningen                                                               |                |                                   | Zeebrugge    | Lisstraat 3-11 | 51° 18' 35" NB, 3° 11' 41" OL | 79930   | Samenstel van dorpswoningen                                                               |
| Samenstel van meergezinswoningen in cottagestijl                                          |                |                                   | Zeebrugge    | Lisstraat 10-14 | 51° 18' 37" NB, 3° 11' 43" OL | 79931   | Samenstel van meergezinswoningen in cottagestijl                                          |
| Vissersmonument zonder naam                                                               |                | Bernard Vandenberghe              | Zeebrugge    | Noordzeestraat | 51° 19' 30" NB, 3° 12' 3" OL  | 79932   | Vissersmonument zonder naam                                                               |
| Clubhuis Alberta                                                                          |                |                                   | Zeebrugge    | Omookaai 2 | 51° 19' 55" NB, 3° 11' 55" OL | 79933   | Clubhuis Alberta                                                                          |
| Oeverlicht                                                                                |                |                                   | Zeebrugge    | Omookaai | 51° 19' 55" NB, 3° 11' 54" OL | 79934   | Oeverlicht                                                                                |
| Brittanniadok                                                                             |                |                                   | Zeebrugge    | Paul Jean Claysstraat | 51° 20' 33" NB, 3° 13' 16" OL | 79935   | Upload foto                                                                               |
| Wielingendok                                                                              |                |                                   | Zeebrugge    | Pieter Troostlaan | 51° 21' 18" NB, 3° 10' 38" OL | 79936   | Upload foto                                                                               |
| Containerdok                                                                              |                |                                   | Zeebrugge    | Pieter Troostlaan | 51° 20' 53" NB, 3° 11' 4" OL  | 79937   | Upload foto                                                                               |
| Jongensschool van de Sint-Donaasparochie                                                  |                |                                   | Zeebrugge    | Ploegstraat 26 | 51° 19' 51" NB, 3° 12' 33" OL | 79938   | Jongensschool van de Sint-Donaasparochie                                                  |
| Boerenarbeiderswoning                                                                     |                |                                   | Zeebrugge    | Ploegstraat 36 | 51° 19' 47" NB, 3° 12' 34" OL | 79939   | Boerenarbeiderswoning                                                                     |
| Prins Albertdok                                                                           |                |                                   | Zeebrugge    | Rederskaai | 51° 20' 1" NB, 3° 12' 13" OL  | 79940   | Prins Albertdok                                                                           |
| Havenmeestergebouw                                                                        |                |                                   | Zeebrugge    | Rederskaai 1 | 51° 20' 2" NB, 3° 12' 3" OL   | 79941   | Havenmeestergebouw                                                                        |
| Eenheidsbebouwing van arbeiderswoningen                                                   |                |                                   | Zeebrugge    | Reingaardsvliet 6-16 | 51° 19' 59" NB, 3° 12' 44" OL | 79942   | Upload foto                                                                               |
| Woonwinkelhuis van 1923                                                                   |                |                                   | Zeebrugge    | Rouaanstraat 2-4 | 51° 19' 41" NB, 3° 11' 48" OL | 79943   | Woonwinkelhuis van 1923                                                                   |
| Eclectisch burgerhuis                                                                     |                |                                   | Zeebrugge    | Rouaanstraat 3 | 51° 19' 39" NB, 3° 11' 46" OL | 79944   | Eclectisch burgerhuis                                                                     |
| Dorpswoning                                                                               |                |                                   | Zeebrugge    | Rouaanstraat 5 | 51° 19' 39" NB, 3° 11' 46" OL | 79945   | Dorpswoning                                                                               |
| Burgerhuis met aanpalende garage                                                          |                |                                   | Zeebrugge    | Rouaanstraat 7 | 51° 19' 39" NB, 3° 11' 46" OL | 79946   | Burgerhuis met aanpalende garage                                                          |
| Samenstel van dorpswoningen                                                               |                |                                   | Zeebrugge    | Rouaanstraat 8-12 | 51° 19' 41" NB, 3° 11' 47" OL | 79947   | Samenstel van dorpswoningen                                                               |
| Burgerhuis                                                                                |                |                                   | Zeebrugge    | Rouaanstraat 11 | 51° 19' 39" NB, 3° 11' 45" OL | 79948   | Burgerhuis                                                                                |
| Burgerhuis                                                                                |                |                                   | Zeebrugge    | Rouaanstraat 15 | 51° 19' 39" NB, 3° 11' 44" OL | 79949   | Burgerhuis                                                                                |
| Samenstel van burgerhuizen                                                                |                |                                   | Zeebrugge    | Rouaanstraat 18-20 | 51° 19' 41" NB, 3° 11' 45" OL | 79950   | Samenstel van burgerhuizen                                                                |
| Burgerhuis in historiserende stijl                                                        |                |                                   | Zeebrugge    | Rouaanstraat 22 | 51° 19' 41" NB, 3° 11' 45" OL | 79952   | Burgerhuis in historiserende stijl                                                        |
| Burgerhuis                                                                                |                |                                   | Zeebrugge    | Rouaanstraat 28 | 51° 19' 40" NB, 3° 11' 43" OL | 79953   | Burgerhuis                                                                                |
| Sint-Donaaskerk                                                                           |                |                                   | Zeebrugge    | Sint-Donaaskerkstraat 6 | 51° 19' 54" NB, 3° 12' 27" OL | 79954   | Sint-Donaaskerk                                                                           |
| Gedenksteen met kruis voor de militaire slachtoffers van de Eerste en Tweede Wereldoorlog |                |                                   | Zeebrugge    | Sint-Donaaskerkstraat | 51° 19' 55" NB, 3° 12' 26" OL | 79955   | Gedenksteen met kruis voor de militaire slachtoffers van de Eerste en Tweede Wereldoorlog |
| Zeebrugge Churchyard met het Zeebrugge Memorial en oorlogsmonument                        | Monument       |                                   | Zeebrugge    | Sint-Donaaskerkstraat | 51° 19' 55" NB, 3° 12' 27" OL | 79956   | Zeebrugge Churchyard met het Zeebrugge Memorial en oorlogsmonument                        |
| Gedenksteen voor de slachtoffers van de Herald of Free Enterprise                         |                |                                   | Zeebrugge    | Sint-Donaaskerkstraat | 51° 19' 57" NB, 3° 12' 27" OL | 79957   | Gedenksteen voor de slachtoffers van de Herald of Free Enterprise                         |
| Gemeentehuis van Zeebrugge                                                                |                |                                   | Zeebrugge    | Sint-Donaasstraat 4-6 | 51° 19' 55" NB, 3° 12' 29" OL | 79958   | Gemeentehuis van Zeebrugge                                                                |
| Villa                                                                                     |                |                                   | Zeebrugge    | Sint-Thomas Morusstraat 2 | 51° 19' 43" NB, 3° 10' 41" OL | 79960   | Villa                                                                                     |
| Stella Mariskerk                                                                          |                |                                   | Zeebrugge    | Duinpad 2A | 51° 19' 41" NB, 3° 10' 57" OL | 79961   | Stella Mariskerk                                                                          |
| Gedenkteken voor Saint-George's Day                                                       |                |                                   | Zeebrugge    | St George's day-wandeling | 51° 19' 48" NB, 3° 10' 60" OL | 79962   | Gedenkteken voor Saint-George's Day                                                       |
| Gedenkstenen van monument De Roggevlerke                                                  |                |                                   | Zeebrugge    | St George's day-wandeling | 51° 19' 49" NB, 3° 10' 59" OL | 79963   | Gedenkstenen van monument De Roggevlerke                                                  |
| Station Zeebrugge-Dorp                                                                    |                |                                   | Zeebrugge    | Venetiëstraat | 51° 19' 35" NB, 3° 11' 42" OL | 79965   | Station Zeebrugge-Dorp                                                                    |
| Burgerhuis van 1935                                                                       |                |                                   | Zeebrugge    | Venetiëstraat 6 | 51° 19' 37" NB, 3° 11' 48" OL | 79966   | Burgerhuis van 1935                                                                       |
| Eenheidsbebouwing van meergezinswoningen                                                  |                |                                   | Zeebrugge    | Venetiëstraat 12-22 | 51° 19' 36" NB, 3° 11' 47" OL | 79967   | Eenheidsbebouwing van meergezinswoningen                                                  |
| Vismijn                                                                                   |                |                                   | Zeebrugge    | Vismijnstraat 1, 5-7, 13, 17, 31, 47, 53-55, 91, 95-97 | 51° 19' 59" NB, 3° 12' 17" OL | 79968   | Vismijn                                                                                   |
| Burgerhuis                                                                                |                |                                   | Zeebrugge    | Vismijnstraat 14 | 51° 19' 56" NB, 3° 12' 13" OL | 79969   | Burgerhuis                                                                                |
| Fabriekspand van zeevisgroothandel Raphael Huysseune                                      |                |                                   | Zeebrugge    | Vismijnstraat 30 | 51° 19' 55" NB, 3° 12' 15" OL | 79970   | Fabriekspand van zeevisgroothandel Raphael Huysseune                                      |
| Noordelijk Insteekdok                                                                     |                |                                   | Zeebrugge    | VSA-kaai | 51° 19' 19" NB, 3° 12' 44" OL | 79971   | Noordelijk Insteekdok                                                                     |
| Driehoekige staakkapel                                                                    |                |                                   | Zeebrugge    | Wulfsberge | 51° 18' 26" NB, 3° 11' 30" OL | 79972   | Driehoekige staakkapel                                                                    |
| Sas van Zwankendamme                                                                      |                |                                   | Zeebrugge    | Wulfsberge | 51° 18' 30" NB, 3° 11' 38" OL | 79973   | Sas van Zwankendamme                                                                      |
| Dorpswoning van tuinwijk                                                                  |                |                                   | Zeebrugge    | Wulfsberge 10 | 51° 18' 32" NB, 3° 11' 39" OL | 79974   | Dorpswoning van tuinwijk                                                                  |
| Dorpswoning in gevelrij                                                                   |                |                                   | Zeebrugge    | Wulfsberge 18 | 51° 18' 32" NB, 3° 11' 39" OL | 79975   | Dorpswoning in gevelrij                                                                   |
| Dijkvilla van 1938                                                                        |                |                                   | Zeebrugge    | Zeedijk 27 | 51° 19' 43" NB, 3° 10' 40" OL | 79977   | Dijkvilla van 1938                                                                        |
| Villa van 1938                                                                            |                |                                   | Zeebrugge    | Zeedijk 29 | 51° 19' 42" NB, 3° 10' 38" OL | 79978   | Villa van 1938                                                                            |
| Woning Van Hoorebeke                                                                      |                |                                   | Zeebrugge    | Zeedijk 34 | 51° 19' 41" NB, 3° 10' 33" OL | 79979   | Woning Van Hoorebeke                                                                      |
| Lichtopstand                                                                              | Monument       |                                   | Zeebrugge    | Henri Victor Wolvensstraat | 51° 20' 22" NB, 3° 13' 39" OL | 79980   | Lichtopstand                                                                              |
| Dorpswoning                                                                               |                |                                   | Zeebrugge    | Zustersstraat 7 | 51° 19' 51" NB, 3° 12' 29" OL | 79981   | Dorpswoning                                                                               |
| Havendam Musoir met vuurtoren                                                             | Monument       |                                   | Zeebrugge    | Leopold II-dam | 51° 20' 50" NB, 3° 12' 6" OL  | 200936  | Havendam Musoir met vuurtoren                                                             |

## Varend erfgoed
| Object        | Erfgoedstatus? | Bouwjaar of architect | Deelgemeente | Adres                      | Coördinaten | Nummer? | Afbeelding    |
| ------------- | -------------- | --------------------- | ------------ | -------------------------- | ----------- | ------- | ------------- |
| Zénobe Gramme |                | 1961                  | Zeebrugge    | Zeebrugge                  |             | 99088   | Zénobe Gramme |
| West-Hinder 2 |                | 1950                  | Zeebrugge    | Zeebrugge                  |             | 99113   | West-Hinder 2 |
| Askoy II      |                | 1960                  | Zeebrugge    | Lanceloot Blondeellaan 21c |             | 99160   | Askoy II      |